# Enjolras

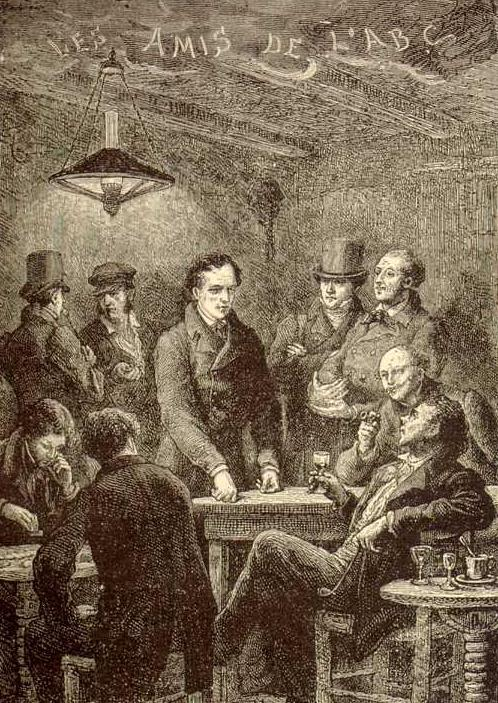
Przyjaciele Abecadła, ilustracja do powieści Nędznicy. Enjolras stoi w środku oparty o stół

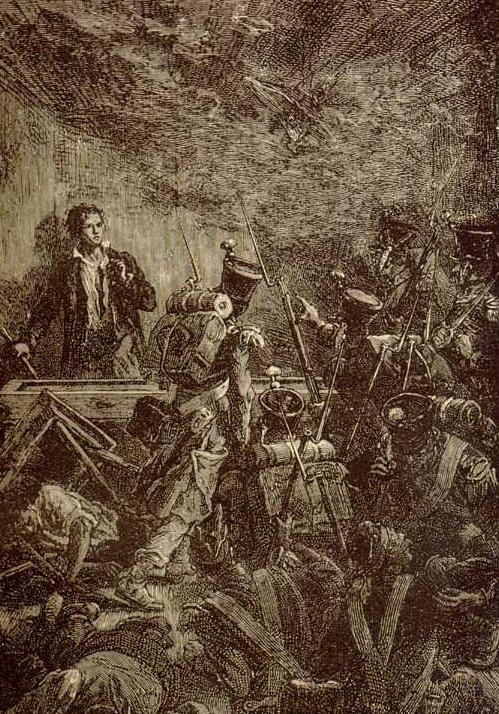
Śmierć Enjolrasa, ilustracja Bellengera do Nędzników

Enjolras – bohater powieści Nędznicy Wiktora Hugo, przywódca fikcyjnej grupy studentów-republikanów walczących w powstaniu w Paryżu w czerwcu 1832. Jego imię jest nieznane. 

## Biografia bohatera
Rodzina Enjolrasa była zamożna i wywodziła się z południa Francji. On sam udał się do Paryża na uniwersytet. Nieznane są początki jego tajnej działalności republikańskiej, około roku 1831 był już przywódcą organizacji Przyjaciół Abecadła, ukrywającej nielegalne działania pod przykrywką prowadzenia działalności edukacyjnej. Nie miał rodziny, celowo odrzucał prowadzenie jakiegokolwiek życia uczuciowego, by całkowicie poświęcić się rewolucji. Był idealistą, radykalnym demokratą, wrogiem wszelkiego ucisku. Republikę nazywał swoją matką, zaś ojczyznę - kochanką. 
5 czerwca 1832 w czasie pogrzebu generała Lamarque razem z całą grupą zbudował barykadę na rogu ulic Konopnej i Zakręt, w pobliżu jednego z ich dawnych miejsc spotkań - szynku Korynt. Enjolras objął dowództwo nad barykadą. Wyrzucił z niej pijanego Grantaire'a, zastrzelił powstańca Le Cabuca (który po pijanemu zabił przypadkowego cywila), a po zdemaskowaniu Javerta przez Gavroche'a również nakazał go uwięzić i później rozstrzelać (zlecił to zadanie Jeanowi Valjeanowi). 
W momencie, gdy położenie powstańców stało się beznadziejne, Enjolras nakazał pięciu insurgentom - mającym żony i dzieci - odejść z ulicy Konopnej w zdobytych mundurach Gwardii Narodowej. Sam walczył do końca, nie odnosząc w walce żadnych ran. Zginął jako jeden z ostatnich, rozstrzelany przez dwunastu gwardzistów w ruinach Koryntu.

## Rola bohatera w powieści
Kreacja Enjolrasa została wprowadzona w celu oddania hołdu walczącym w czasie powstań republikańskich młodym ludziom. Kontrastując tego bohatera z postacią Combeferre'a, głoszącego pochwałę zmian ewolucyjnych, Hugo opowiedział się zdecydowanie po stronie przemian drogą rewolucyjną. Enjolras uosabiał równocześnie ideał rewolucjonisty w rozumieniu romantycznym, co przejawiało się w unikaniu wszelkich nałogów i niechęci do stałych związków. Drogą aluzji w powieści Hugo podkreśla również, iż inspiracją dla tej postaci był Louis Antoine de Saint-Just, a w mniejszym stopniu Maximilien Robespierre.

## Adaptacje
Wśród odtwórców roli Enjolrasa w filmowych wersjach Nędzników byli:
- Robert Vidalin (1934)
- John Carradine (1935)
- Serge Reggiani (1958)
- Lennie James (1998)
- Steffen Wink (2000)
- Ramin Karimloo(2010)
- Aaron Tveit (2012)

Najsłynniejszymi odtwórcami tej roli w musicalu byli Anthony Warlow, Michael Maguire oraz David Burt. 